# مالكوم في الوسط
مالكولم في الوسط (بالإنجليزية: Malcolm in the Middle)‏ مسلسل تلفزيوني أمريكي يعتمد على كوميديا الموقف عرض على قناة شبكة فوكس التلفزيونية من 9 يناير 2000 إلى 14 مايو 2006 حيث تم تصوير 7 أجزاء بواقع 151 حلقة.
في ديسمبر 2024، تم الإعلان عن العمل على إحياء مسلسل مكون من أربع حلقات لمنصة Disney+، حيث سيعود كل من فرانكي مونيز، وبراين كرانستون، وجين كازماريك لتأدية أدوارهم السابقة. تدور أحداث المسلسل حول مالكولم وابنته بينما يطلب هال ولويز حضورهما للاحتفال بالذكرى الأربعين لزواجهما.

## القصة
تدور أحداث المسلسل الفتى مالكولم الذي يعيش وسط أسرة متوسطة الدخل وكثيرة المشاكل حيث تتكون من والده هال ووالدته لويس وأخويه الأكبر منه سنا فرانسيس وريس وأخويه الأصغر منه ديوي وجيمي . لدى مالكولم صديق مقرب وهو ستيفي كيناربان ووالد الأخير يعتبر أيضا صديق مقرب من والده هال .

## الشخصيات
| الممثل(ة)           | الشخصية        | عدد الحلقات |
| براين كرانستون      | هال            | 151         |
| جاستين بيرفيلد      | ريس            | 151         |
| إريك بير سوليفان    | ديوي           | 151         |
| جين كازماريك        | لويس           | 150         |
| كريستوفر ماسترسون   | فرانسيس        | 150         |
| فرانكي مونيز        | مالكولم        | 150         |
| كريغ لامار تايلور   | ستيفي كيناربان | 61          |
| ديفيد أنتوني هيغينز | كريغ فيلدسبار  | 39          |
| جيمس رودريغيز       | جيمي           | 32          |
| لوكاس رودريغيز      | جيمي           | 32          |
| ------------------- | -------------- | ----------- |

## جوائز المسلسل
| السنة | المهرجان                               | الجائزة                                               | الحاصل عليها             |
| 2000  | مهرجان النجم الصغير                    | أفضل ممثل شاب في مسلسل تلفزيوني كوميدي                | فرانكي مونيز             |
| 2000  | مهرجان النجم الصغير                    | أفضل مجموعة ممثلين في مسلسل تلفزيوني                  | فرانكي مونيز وآخرون      |
| 2000  | مهرجان مجتمع التمثيل الأمريكي          | أفضل مجموعة ممثلين في مسلسل تلفزيوني كوميدي           | المسلسل                  |
| 2000  | مهرجان ب.م.إ للسينما والتلفزيون        | أفضل موسيقى تصويرية لمسلسل تلفزيوني                   | جون فلانسبورغ وجون لينيل |
| 2000  | مهرجان إيمي                            | أفضل مخرج في مسلسل كوميدي                             | تود هولاند               |
| 2000  | مهرجان إيمي                            | أفضل مؤلف في مسلسل كوميدي                             | لينوود بومر              |
| 2000  | مهرجان رابطة النقاد التلفزيونيين       | أفضل ممثلة كوميدية                                    | جين كازماريك             |
| 2001  | مهرجان رابطة النقاد التلفزيونيين       | أفضل ممثلة كوميدية                                    | جين كازماريك             |
| 2001  | مهرجان نقابة المنتجين                  | أفضل منتج لمسلسل تلفزيوني                             | لينوود بومر              |
| 2001  | مهرجان ساتالايت                        | أفضل ممثل في مسلسل كوميدي أو موسيقي                   | فرانكي مونيز             |
| 2001  | مهرجان خيارات الأطفال                  | أفضل مسلسل تلفزيوني                                   | المسلسل                  |
| 2001  | مهرجان إيمي                            | أفضل مخرج في مسلسل كوميدي                             | تود هولاند               |
| 2001  | مهرجان إيمي                            | أفضل مؤلف في مسلسل كوميدي                             | أليكس ريد                |
| 2001  | مهرجان المؤلفين السينمائيين الأمريكيين | أفضل مؤلف لمسلسل تلفزيوني من نصف ساعة                 | نانسي موريسون            |
| 2001  | المهرجان الأمريكي للكوميديا            | أظرف ممثلة ضيفة شرف في مسلسل تلفزيوني                 | بياتريس أرثر             |
| 2001  | المهرجان الأمريكي للكوميديا            | أظرف ممثلة رئيسية في مسلسل تلفزيوني                   | جين كازماريك             |
| 2001  | مهرجان العائلة التلفزيوني              | أفضل ممثلة                                            | جين كازماريك             |
| 2001  | مهرجان الفنانين الصغار                 | أفضل ممثل شاب رئيسي في مسلسل تلفزيوني كوميدي          | فرانكي مونيز             |
| 2001  | مهرجان الفنانين الصغار                 | أفضل ممثل شاب مساند في مسلسل تلفزيوني كوميدي          | كريغ لامار ترايلور       |
| 2002  | مهرجان الفنانين الصغار                 | أفضل مسلسل تلفزيوني كوميدي عائلي                      | المسلسل                  |
| 2002  | مهرجان الفنانين الصغار                 | أفضل ممثل شاب رئيسي في مسلسل تلفزيوني كوميدي          | فرانكي مونيز             |
| 2002  | مهرجان الفنانين الصغار                 | أفضل ممثلة شابة ضيفة شرف في مسلسل تلفزيوني كوميدي     | بروك آن سميث             |
| 2002  | مهرجان غرامي                           | أفضل مؤلف أغنية في مسلسل كوميدي                       | جون فلانسبورغ وجون لينيل |
| 2002  | مهرجان نقابة المخرجين الأمريكيين       | أفضل مخرج في مسلسل كوميدي                             | تود هولاند وآخرون        |
| 2002  | مهرجان إيمي                            | أفضل ممثلة ضيفة شرف في مسلسل كوميدي                   | كلوريس ليتشمان           |
| 2003  | مهرجان الفنانين الصغار                 | أفضل مجموعة ممثلين في مسلسل تلفزيوني كوميدي أو موسيقي | فرانكي مونيز وآخرون      |
| 2003  | مهرجان إيمي                            | أفضل تصوير من كاميرا واحدة في مسلسل كوميدي            | مارك تشيب وستيف ويلتش    |
| 2003  | مهرجان الكوميديا البريطاني             | أفضل مسلسل تلفزيوني كوميدي عالمي                      | المسلسل                  |
| 2003  | مهرجان خيارات الأطفال                  | أفضل ممثل تلفزيوني                                    | فرانكي مونيز             |
| 2004  | مهرجان ساتالايت                        | أفضل ممثلة في مسلسل كوميدي أو موسيقي                  | جين كازماريك             |
| 2004  | مهرجان خيارات الأطفال                  | أفضل ممثل تلفزيوني                                    | فرانكي مونيز             |
| 2004  | مهرجان الرقص الأمريكي                  | أفضل مصمم رقصات في مسلسل تلفزيوني                     | فريد تالاكسين            |
| 2005  | مهرجان الفنانين الصغار                 | أفضل ممثل شاب في مسلسل تلفزيوني                       | كاميرون موناغان          |
| 2005  | مهرجان نقابة المؤلفين الأمريكية        | أفضل مؤلف لمسلسل كوميدي                               | نيل تومبسون              |
| 2006  | مهرجان إيمي                            | أفضل ممثلة ضيفة شرف في مسلسل كوميدي                   | كلوريس ليتشمان           |
| ----- | -------------------------------------- | ----------------------------------------------------- | ------------------------ |

## الإرث
هناك نهاية بديلة لمسلسل اختلال ضال تم إصدارها على مجموعة أقراص دي في دي من السلسلة الكاملة، حيث يستيقظ هال من حلم، ويكشف عن اختلال ضال بالكامل كان حلمًا سيئًا في مالكوم في الوسط الذي كان هال قد أكله بعد تناول طعام عميق. توينكي-فرايد. هذه محاكاة ساخرة للنهاية لعرض نيوهارت.

## وصلات خارجية
- مالكوم في الوسط على موقع IMDb (الإنجليزية)
- مالكوم في الوسط على موقع ميتاكريتيك (الإنجليزية)
- مالكوم في الوسط على موقع الموسوعة البريطانية (الإنجليزية)
- مالكوم في الوسط على موقع روتن توميتوز (الإنجليزية)
- مالكوم في الوسط على موقع كينوبويسك (الروسية)
- مالكوم في الوسط على موقع ألو سيني (الفرنسية)
- مالكوم في الوسط على موقع قاعدة بيانات الفيلم (الإنجليزية)